# Naumachie van Philippus
De Naumachie van Philippus was een groot stadion dat gebruikt werd om zeeslagen na te spelen (Naumachia) in het oude Rome.
De naumachie lag op de westelijke oever van de Tiber, maar de exacte locatie onbekend. De naumachie werd gebouwd door Philippus de Arabier, die als keizer van Rome in 248 n.Chr. het 1000-jarig bestaan van de stad vierde met grootste spelen.
Het lijkt onwaarschijnlijk dat Phillipus midden in de crisis van de derde eeuw voldoende middelen had om zo'n groot bouwwerk te laten uitvoeren. Mogelijk liet hij het oude Naumachie van Augustus herstellen.

## Bron
- S.B. Platner, A topographical dictionary of ancient Rome, London 1929 - Naumachiae